# Fred J. Scollay
Fred J. Scollay (Boston, 19 maart 1923 - Hobe Sound, 3 november 2015) was een Amerikaans acteur.

## Carrière
Scollay begon in 1952 met acteren in de televisieserie Out There. Hierna heeft hij nog meerdere rollen gespeeld in televisieseries en films zoals Dr. Kildare (1965), The Edge of Night (1972), Death Wish (1974), Search for Tomorrow (1975), Another World (1977- 1980), Stanley & Iris (1989) en Law & Order (1991-1996). In 1996 heeft hij voor het laatst geacteerd om hierna van zijn pensioen te genieten. 
Scollay heeft één keer in het theater geacteerd, in 1961 speelde hij de rol van Lupo in het toneelstuk The Devil's Advocate.

## Filmografie

### Films
Selectie:
- 1989 Stanley & Iris – als mr. Delancy
- 1974 Death Wish – als Openbare aanklager
- 1959 Odds Against Tomorrow – als Cannoy

### Televisieseries
Uitgezonderd eenmalige gastrollen.
- 1992 – 1996 Law & Order – als rechter Andrew Barsky – 7 afl.
- 1978 – 1980 Another World – als Charley Hobson - 12 afl.
- 1975 Search for Tomorrow – als Arthur Kendricks - ? afl.
- 1970 - 1971 Somerset – als Harry Wilson - ? afl.
- 1972 The Edge of Night – als dr. John Carpenter - ? afl.
- 1967 Love is a Many Splendored Thing – als politiechef Rame - ? afl.
- 1965 Dr. Kildare – als Mitchell Hobart – 6 afl.
- 1963 – 1965 The Doctors – als bisschop Samuel Shafer - 233 afl.
- 1958 Kraft Television Theatre – als Jack Burden - 2 afl.

- Library of Congress Control Number: no2019077611
- Virtual International Authority File: 522156133204458430003